# Trichopilia punicea
Trichopilia punicea är en orkidéart som beskrevs av Robert Louis Dressler och Franco Pupulin. Trichopilia punicea ingår i släktet Trichopilia och familjen orkidéer.
Artens utbredningsområde är Costa Rica. Inga underarter finns listade i Catalogue of Life.